# Michael Young
Michael Young, baron z Dartingtonu (9. srpna 1915 – 14. ledna 2002) byl britský sociolog a politik, který vytvořil pojem "meritokracie".

## Život

### Mládí
Michael Young se narodil v Manchesteru jako syn australského violisty a hudebního kritika a irské malířky a herečky. Do svých osmi let vyrůstal v Melbourne a do Anglie se vrátil těsně před rozvodem svých rodičů. Studoval ekonomii na London School of Economics a stal se advokátem.

### Politická kariéra
Napsal satirické dílo The Rise of Meritocracy (1958), ve kterém zavedl pojem "meritokracie".
V roce 1978 mu byl udělen titul baron z Dartingtonu.

## Dílo
- Will the War Make Us Poorer? [with Sir Henry Noel Young] (1943)
- Civil Aviation (1944)
- The Trial of Adolf Hitler (1944)
- There's Work for All [with Theodor Prager] (1945)
- Labour's Plan for Plenty (1947)
- What is a Socialised Industry? (1947)
- Small Man, Big World: A Discussion of Socialist Democracy (1949)
- Fifty Million Unemployed (1952)
- Study of the Extended Family in East London (1955)
- Family and Kinship in East London [with Peter Willmott] (1957)
- The Rise of the Meritocracy (1958)
- Chipped White Cups of Dover: A Discussion of the Possibility of a New Progressive Party (1960)
- Family and Class in a London Suburb [with Peter Willmott] (1960)
- New Look at Comprehensive Schools [with Michael Armstrong] (1964)
- Innovation and Research in Education (1967)
- Forecasting and the Social Sciences [ed.] (1968)
- Hornsey Plan: A Role for Neighbourhood Councils in the New Local Government (1971)
- Is Equality a Dream? (1972)
- Lifeline Telephone Service for the Elderly: An Account of a Pilot Project in Hull [with Peter G. Gregory] (1972)
- Learning Begins at Home: A Study of a Junior School and its Parents [with Patrick McGeeney] (1973)
- Symmetrical Family: A Study of Work and Leisure in the London Region [with Peter Willmott] (1973)
- Mutual Aid in a Selfish Society: A Plea for Strengthening the Co-operative Movement [with Marianne Rigge] (1979)
- Building Societies and the Consumer: A Report [with Marianne Rigge] (1981)
- Report from Hackney: A Study of an Inner-City Area [with others] (1981)
- The Elmhirsts of Dartington: The Creation of an Utopian Community (1982)
- Inflation, Unemployment and the Remoralisation of Society (1982)
- Up the Hill to Cowley Street: Views of Tawney Members on SDP Policy [ed. with Tony Flower and Peter Hall] (1982)
- Revolution from Within: Cooperatives and Cooperation in British Industry [with Marianne Rigge] (1983)
- Social Scientist as Innovator (1983)
- To Merge or Not to Merge? (1983)
- Development of New Growth Areas: Workers' Cooperatives and Their Environment: Comparative Analysis with a View to Job Creation: Support for Worker Cooperatives in the United Kingdom, Republic of Ireland, Netherlands [with Marianne Rigge] (1985)
- Metronomic Society: Natural Rhythms and Human Timetables (1988)
- Rhythms of society [ed. with Tom Schuller] (1988)
- Campaign for Children's After-School Clubs: The Case for Action [with Matthew Owen] (1991)
- Life After Work: The Arrival of the Ageless Society [with Tom Schuller, Johnston Birchall and Gwyneth Vernon) (1991)
- Governing London [with Jerry White] (1996)
- The New East End: Kinship, Race and Conflict [with Geoff Dench and Kate Gavron] (2006)